# Trypanosoma uniforme
Trypanosoma uniforme – kinetoplastyd z rodziny świdrowców należący do królestwa protista. Wywołuje u zwierząt parzystokopytnych, wielbłądów, koni zachorowania podobne do choroby nagana. Jest przenoszony przez muchy z rodzaju tse-tse takie jak: Glossina palpalis, Glossina fuscipes i Glossina morsitans. Mechanicznie może być również przenoszona przez owady należące do rodzaju Stomoxys
Występuje na terenie Afryki.